# ラムジェットエンジン

ラムジェットエンジンの構造

ラムジェットエンジン(Ramjet engine)は、ジェットエンジンの一種であり、一般には吸入した超音速気流をラム圧(ram)により圧縮し亜音速まで減速させ、そこに燃料を噴射して燃焼した排気の反動で推進力を得るというものである。その構造より、英語ではストーブパイプエンジンとも呼ばれる。ターボジェットエンジンより構造が簡易・軽量になる利点がある。亜音速気流で燃焼を行うという点で後述のスクラムジェットエンジンと区別される。

## 概要
一般に、ジェットエンジンが十分な出力を得るためには吸入した空気を圧縮する必要がある。そのため通常のジェットエンジンでは、燃焼室よりも前段に圧縮機が備わっている。しかしある程度高速になった状況下においては、流入空気はラム圧のみによっても燃焼に十分なほど圧縮される。そこで圧縮機を用いずに、ラム圧を用いて流入空気を圧縮するというものがラムジェットエンジンである。
運転のためには超音速の流入気流が必要であることから、ラムジェットエンジンはマッハ3から5程度の領域に適しているとされる。このラムジェットエンジンが有利となる条件の背景には、ターボジェットエンジンにおいてはこの速度域ではタービン出力や推力が下がっていくことも関係している。超音速でのラム圧を利用して吸気と圧縮を行うという性質上、ラムジェットエンジンは静止状態から始動できず、ブースターなどを併用することによって初速を与える必要がある。
ラムジェットエンジンは外燃機関であると誤解されがちであるが、機関内部で燃焼をおこなって高温の燃焼ガスを噴射することで推力を得るため、速度型の内燃機関であると規定される。原子力ラムジェットは例外であり、外燃機関である。
ラムジェットエンジン前段部には、ショックコーンが設けられており、超音速気流はスパイクおよびインレットの間隙を通過する過程で圧縮される。この時、スパイクは衝撃波を発生させることで超音速空気流を亜音速まで減速させる役割も果たす。圧縮はほぼ等エントロピー過程となり、非常に高い動圧が静圧へと変換される。燃焼室では、亜音速空気流中への燃料噴射によって燃焼が行われ、温度が上昇しガス体積が増大する。なお、燃焼室内では圧力の上昇はみられない（この点は、通常のターボジェットエンジンの燃焼室と同様である）。体積が増大したガスは、燃焼室からみて進行方向側にスパイクコーンと高いラム圧が存在するために、排気口に向かって噴出する。その噴出による反動を、スパイクコーン底部が受け止めるために推力が生じる。なおガス流は排気口へ向かって流れており、通常逆流は発生しないものの、ラム圧が急激に低下した場合には逆流を生じうる。圧縮機がないため、タービンもない。
ラムジェットは各種ミサイルの推進機関という形で実用化されており、そのほとんどがラムジェットが動作する速度域までのブースターに固体燃料ロケットを使用している。ラムジェットを使用する利点としては、タービンやコンプレッサーがないために構造が単純化して信頼性が向上すると同時に、使い捨てであるミサイルが低コスト化し、配備性が向上するといった点が挙げられる。ロケットエンジンに比べ、推進剤の多くと酸化剤が搭載不要となり、その分だけ射程の延伸が期待できる。

## 歴史

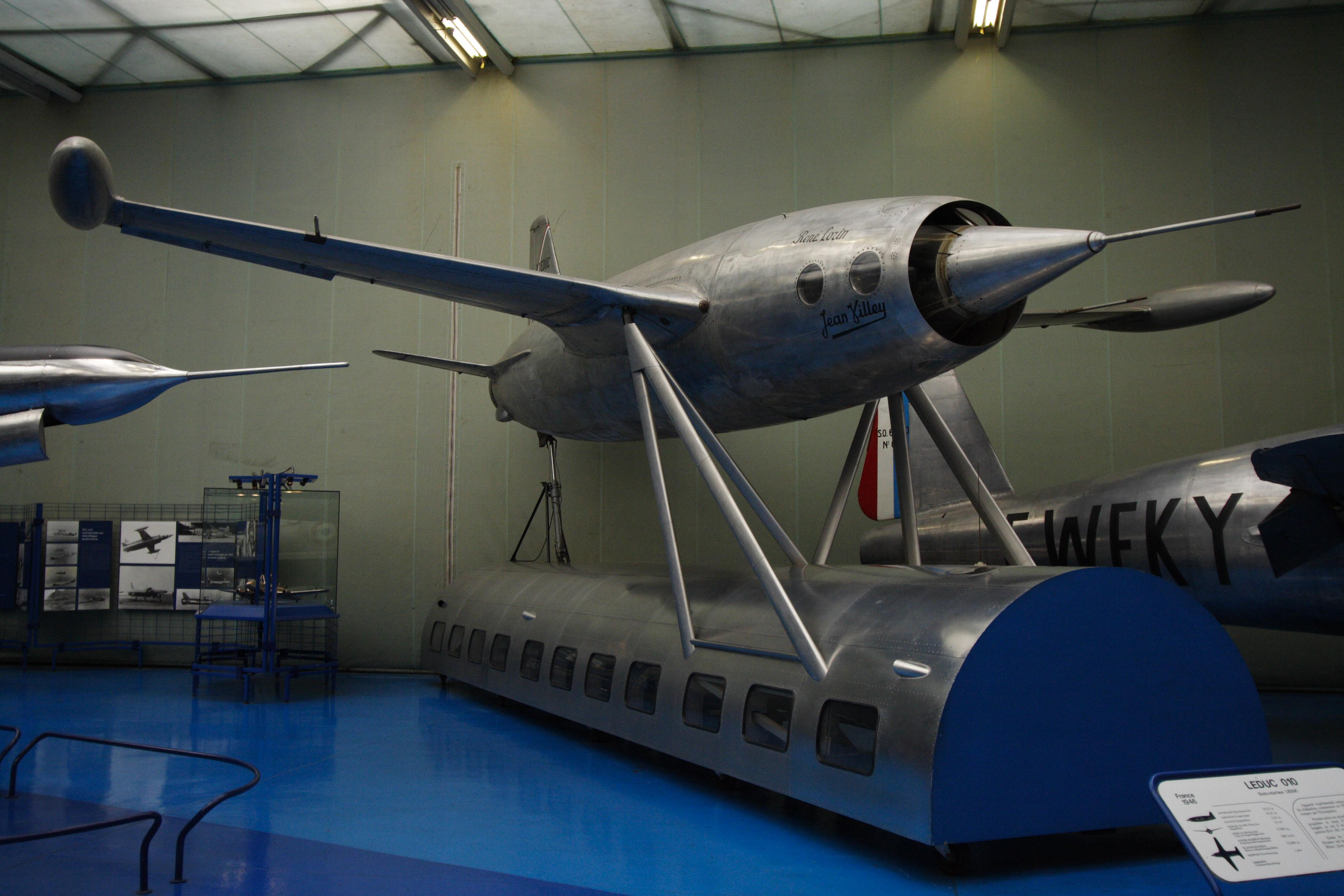
世界初のラムジェット機ルデュック010

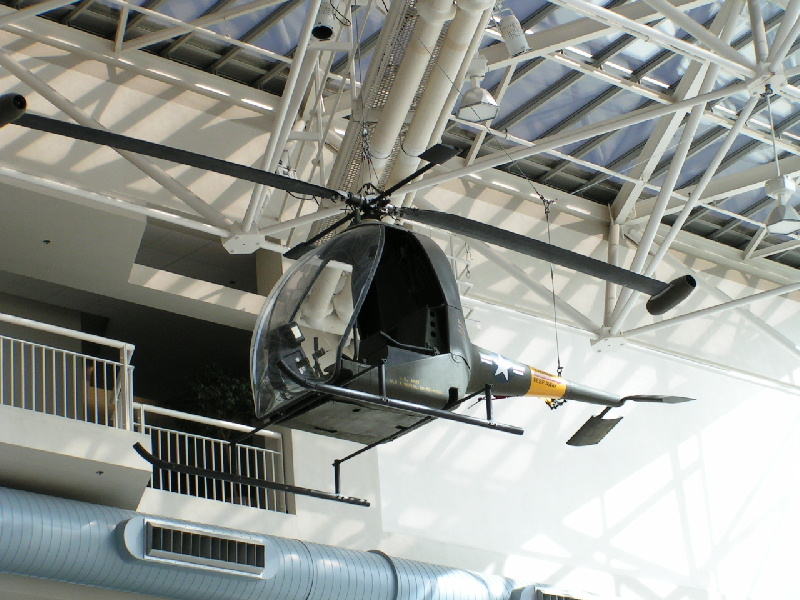
ローター端にラムジェットを有するYH32ホーネット

ラムジェットエンジンは1913年にフランスで考案された。ただし、このときのものは、パルスジェットに近いものであった。その後もソ連やドイツで開発が進められてきたが、本格的な実用化研究が開始されたのは第二次世界大戦後のことである。1949年にフランスでラムジェットエンジン搭載機であるルデュック010が飛行している。ルデュック 010は初速は母機により与えられた。1955年にはターボ・ラムジェットエンジンのノール 1500 グリフォンが初飛行した。
1950年にはYH32 ホーネットというラムジェット駆動のヘリコプターが試作されている。これはローター端にラムジェットを設置して回転させるというもので、ローター回転によるトルクが発生せずテールローターが不要というメリットがあったが、航続距離や隠密性の問題から実用性が低かったため導入には至らなかった。
戦後に萱場製作所が試作したラムジェット回転翼装備のヘリプレーン1型は、セスナ 170系の胴体と客席、エンジン、プロペラに回転翼ユニットを取り付けたものであり、ヘリコプターとは分類されない。
ヘリプレーン1型はレシプロエンジン推進力による滑走と相対風による回転翼の回転を得て離陸し、飛行中に空中静止を行いたい場合、ラムジェットに燃料を流して点火、以後回転翼は自力回転した。燃料を節約したければ再び前進速度を得た後にラムジェットは停止し、オートジャイロとして飛行継続から着陸が可能だった。ラムジェット駆動のままヘリコプターに近い飛行状態で着陸も可能だったものと推測される。しかしながら、オートジャイロはほとんど地上滑走を伴わない着陸も可能であることから、実用上の利益はほとんどない。

ラムジェットエンジンのみでは起動しないため単体で用いられた実用航空機は存在せず、高速時にラムジェット出力が大きいプラット・アンド・ホイットニー J58を用いたSR-71偵察機に装備されたエンジンもターボラムジェットではない（後述）。

## インテグラル・ロケット・ラムジェット
ブースターとなる固体燃料をラムジェットエンジン内部（燃焼室とノズル）に充填し燃焼させ、燃え尽きた後に生じる空間（ダクト）をラムジェットの燃焼室とジェットノズルとして使用するものを、固体ロケット・ラムジェット統合推進システムまたはインテグラル・ロケット・ラムジェット(Integral Rocket Ramjet、IRR)という。これはミサイルを固体ロケットブースターがラムジェットの動作可能速度まで加速させた後、固体燃料が焼失した後のロケット部分がラムジェットの燃焼室となる複合推進方式で、ロケットの加速性とジェットエンジンの燃費性を足し合わせたものとなっている。
外部ブースターを使用するものは統合型ではなく多段型として分類され、使用済みブースター本体はエンジンから切り離される。多段型は統合型に対して構造が単純であるが、ペイロードとの比として全体の質量や容積が大きくなるという特徴がある。

### 採用例
インテグラル式
 ソビエト連邦/ ロシア
- 2K12クブ
- P-270モスキート
- P-800オーニクス
- Kh-31

 フランス
- ASMP
- ASMP-A

 日本
- ASM-3

多段式
 アメリカ合衆国
- ボマーク - 地対空ミサイル
- タロス - 艦対空ミサイル

 ソビエト連邦
- 2K11クルーグ

 イギリス
- シーダート

## ターボ・ラムジェットエンジン

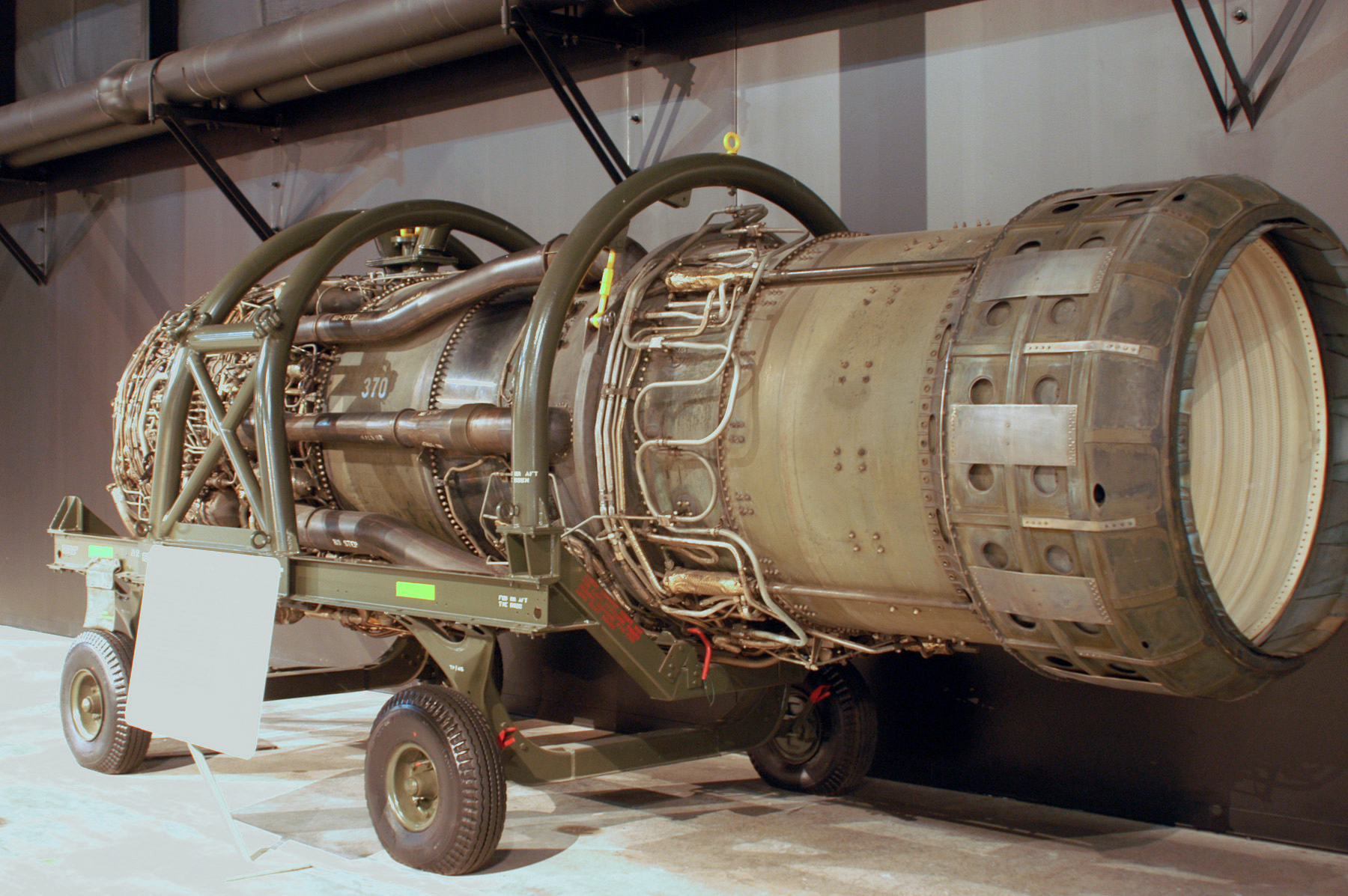
J58の外観（右側が排気口）

SR-71に搭載されているJ58のバイパス経路の動作概要。バイパス経路へ抽出された空気は燃焼室内には流れない

低速時と高速時の双方に対応したエンジンとして、ターボ・ラムジェットエンジンが考案されている。これは、ラムジェットエンジンの要素に加えて圧縮機・タービンを装備し、低速時と高速時の空気流入経路を変更することにより、低速時はターボジェットエンジン、高速時はラムジェットエンジンとして作動するものである。流入空気を圧縮機を経由させてターボジェットとして機能させるか、圧縮機をバイパスしてラムジェットとして機能させるかは、バイパスフラップとよぶ機構により飛行速度に応じ制御する。ターボジェットの外周部にラムジェットの機能を付加する形式ともいえ、高バイパス比ターボジェット(high-bypass-ratio turbojet)とも呼ばれる。
現在のところ、上記のコンセプトに基づいて製作された実用エンジンは存在しない。
誤解により、SR-71とその原型機（A-12やYF-12）に搭載されたプラット・アンド・ホイットニー J58シリーズがターボラムジェットであるとする記述がしばしば見られるが、高速飛行時に得られるラム圧を考慮してバイパス等が設計されてはいるものの、それを利用して燃焼を行うものではないためターボラムジェットではない。

また、こちらも誤解により、ターボ・ラムジェット機としてしばしばMiG-25が挙げられることがあるが、同機のエンジンは 3000 km/h の高速飛行時に得られるラム圧を考慮し圧縮機の圧縮比を低く抑えてあるだけに過ぎず、ラムジェットとしてのエンジン動作は行っていない。

## スクラムジェットエンジン

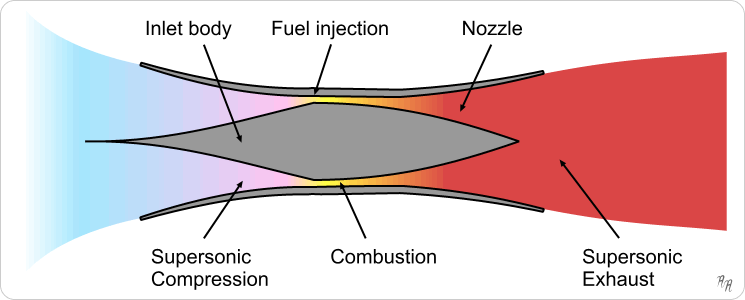
基本構造はラムジェットと同様であるが、超音速燃焼が行われる点で異なる。

ラムジェットエンジンより高速向きのエンジンとしてスクラムジェットエンジンがある。ラムジェットエンジンでは燃料の燃焼は亜音速域で行われるが、スクラムジェットエンジンでは超音速域で燃焼をおこなう点が異なる。マッハ5以上においては、空気流を亜音速まで減速させることが困難であるため、その速度域での推進方式として開発が進められている。

## 類似品

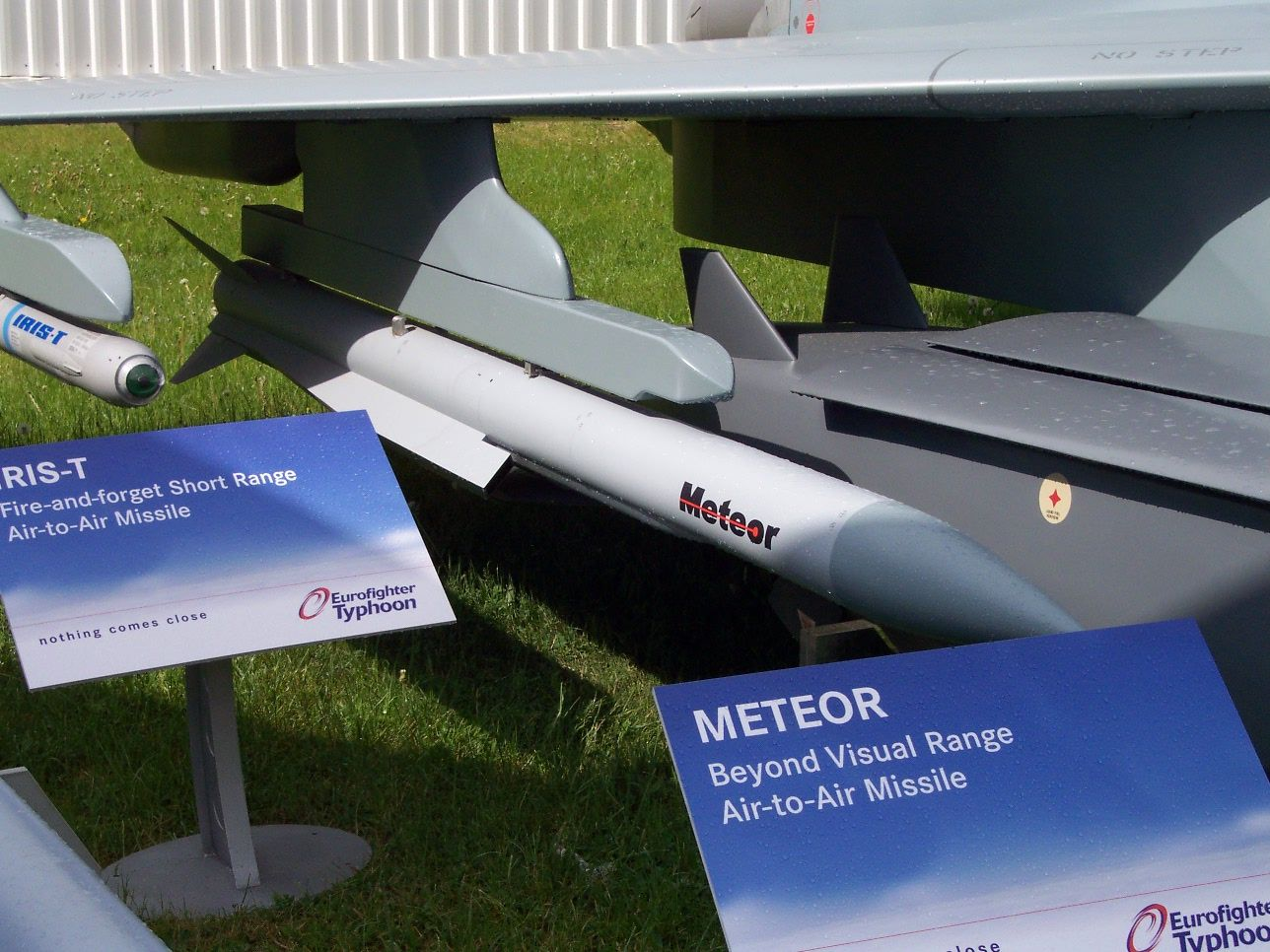
ユーロファイターに搭載されるミーティアの模擬弾

厳密には統合型ラムジェットではないものの混同されがちなものとして、ダクテッドロケットエンジンが挙げられる。
概念図の見た目としてはIRRとダクテッドロケットは似ているものの、IRRがラムジェット作動時には純ジェットエンジンであるのに対し、ダクテッドロケットは空気吸込みロケットに分類されるある種のハイブリッドロケットエンジンであり、ラム圧による圧縮を必要とせず対気速度0で始動できる等、ラムジェットとはいくつかの相違点がある。どちらも「ダクテッド」ではあるが、IRRは噴射側のダクトを指す一方、ダクテッドロケットは吸気系側を指してダクトの名が付けられている。
ダクテッドロケットエンジンを搭載したミサイルでは、固体燃料を一次燃焼室で不完全燃焼させ、この可燃ガスを二次燃焼室でエアインテークからのラム圧縮空気と混合し再燃焼させることで完全燃焼させて推進力を得る。酸化剤の所要搭載量を減らせるため通常のロケットエンジンと比較して重量軽減や航続距離増大が望める。出力制御が難しかったが、一次燃焼室の圧力を制御してガス発生量を制御できるようになり、飛行高度と速度を柔軟に選択できるようになった。
欧州MBDAのミーティアやロシアヴィーンペルのK-77MEといった空対空ミサイルで採用されている。